# Arduino de Rímini
Arduino de Rimini (Rímini, ca.950-Abadía de San Gaudencio, 1009) fue un sacerdote y ermitaño italiano. 
Es venerado como santo por la Iglesia católica y su memoria litúrgica se celebra el 15 de agosto. Sus restos fueron redescubiertos en el 2015, reavivando su culto.

## Hagiografía
Arduino nació en Rímini (Romaña), en el 950, aproximadamente.
Fue discípulo del rector de la iglesia de San Gregorio, Venerio, quien sería su gran amigo toda su vida.
Fue ordenado sacerdote por el obispo de Rímini, Uberto, que al parecer se había hecho consagrar con dinero, lo cual despertaba todo tipo de sospechas por su legitimidad. Sin embargo, Arduino ejerció su sacerdocio sin permitir que se pusiera en discusión su ordenación.

### Sacerdocio
Para llevar una vida tranquila y libre de corrupción, Arduino y Venerio abandonaron Rímini, y se refugiaron en la iglesia de San Apolinar, donde según la tradición celebraba misa diaria y laceraba su cuerpo desnudo con ortigas, buscando evitar caer en la tentación de la corrupción.
Luchó contra Rodolfo, conde Rímini, a quien acusaba de hostigador, sacrílego y corrupto. Así mismo ayudaba a los pobres de su comunidad.

### Hermetismo
Cuando Venero se hizo anciano, y por consejo de Arduino, tomó las riendas del monasterio de San Gaudencio, del que llegó a ser abad. Arduino de inmediato se puso a sus servicios. Los monjes que habitaban en el monasterio eran benedictinos y, aunque Arduino nunca ingresó a la orden, ellos lo consideraban como un benedictino más.
Allí vivió hasta su muerte, en el 1009.

## Culto
La memoria de Arduino proviene de una biografía del siglo XI y de los sermones del cardenal Pedro Damián, quien lo citaba como ejemplo de santidad, exaltando que siempre resistió a la corrupción.
Al parecer Arduino era un santo de renombre en la región, pero su culto quedó en el olvido cuando el santuario del Monasterio de San Gaudencio fue destruido en 1812. 
En la época de su veneración, los habitantes de Rímini y regiones cercanas peregrinaban por toda Romaña, e incluso, según Damián, las personas de la diócesis de Forlimpopoli se agolpaban para rezarle a sus restos. También tendría dos iglesias dedicadas en su honorː una en Mondaino y otra en Coriano, y otros sitios en Montefeltro, como el castillo de Cicognaia y el santuario de Pietrarubbia.
El párroco Bartolomeo Quagliati reclamó la caja donde se guardaban las reliquias de 19 personas, y la llevó a su parroquia para asumir su custodia, luego de la destrucción del santuario.
En los días 6 y 7 de junio de 2015, se realizó un reconocimiento de las reliquias custodiadas en el Monasterio de San Gaudencio, que estaban contenidas en una caja, dando como resultado la recuperación de los restos de Arduino.